# Sandokán (serie de televisión)
Sandokán es una serie de televisión, basada en la colección de novelas homónimas del autor italiano Emilio Salgari.

## Argumento
Centrada en las aventuras de Sandokán, la serie adapta con algunas licencias, el tomo Los tigres de Mompracem. El "Rajah Blanco de Sarawak" James Brooke, apodado "El exterminador de piratas" ha conseguido acumular un gran poder y se ha convertido, de facto, en monarca de un reino independiente de la potencia colonizadora Gran Bretaña. El único obstáculo que encuentra en sus camino es Sandokán, un príncipe malayo de sangre real, al que todos conocen como "Tigre de Malasia". Los enfrentamientos entre los bandos liderados por ambos centran el argumento de la serie, junto al difícil romance del pirata malayo con la británica Lady Marianne.

## Intérpretes
- Kabir Bedi: Sandokan
- Carole André: Lady Marianna Guillonk
- Philippe Leroy: Yánez De Gomera
- Adolfo Celi: James Brooke, Raja de Sarawak
- Andrea Giordana: Sir William Fitzgerald
- Hans Caninenberg: Lord Guillonk
- Milla Sannoner: Lucy Mallory
- Renzo Giovampietro: Dr. Kirby
- Mohammed Azad: Sambigliong
- Peter Godfrey Beaumont: Comandante
- Fauzah Dillon: Batu
- Franco Fantasia: capitán van Doren
- Kumar Ganesh: Tremal Naik
- Aziz Jaafar: Koa
- Suahimi Bin Othman: Joven príncipe
- John Pettit: Lord Anthony Welker
- Judy Rosly: Mennoa
- Shamsi: Giro Batol
- Sharon Yena: joven princesa
- Iwao Yoshioka: Daro

## Banda sonora
Compuesta por Guido y Maurizio De Angelis.
Se editó un álbum titulado igualmente Sandokan con los siguientes temas:
1. Sandokan (S. Sollima - S. Duncan Smith - G. & M. De Angelis)
2. Mompracem
3. Sweet Lady Blue (Orquesta)
4. Caccia Alla Tigre
5. Marianna
6. Cólera
7. Sweet Lady Blue Vocals (S. Duncan Smith - G. & M. De Angelis)
8. Arrivo Di Sandokan
9. Brooke
10. Dedicata A Marianna
11. Sandokan (Orchestrale)
12. Goodbye Sandokan

## Críticas y audiencias
La serie se estrenó en la RAI italiana el 6 de enero de 1976 y alcanzó una audiencia de 27 millones de espectadores inédito hasta el momento en Italia.
Pese al éxito de público, parte de la crítica acogió la obra fríamente, que sostenía que el proyecto solo era "la operación cultural estúpida e inútil de trasladar a televisión novelas ridículas".

## La serie en España
Emitida en España también en 1976, desde el 8 de octubre en la sobremesa de los domingos, al igual que había ocurrido en Italia, se convirtió en un auténtico fenómeno social.

### Doblaje
- Héctor Cantolla...Sandokán
- Joaquín Vidriales...Yáñez de Gomera
- Conchita Núñez...Lady Marianne
- Francisco Sánchez...Brooke
- Lola Herrera...Lucy Mallory
- Javier Dotú...William Fitzgerald
- José Moratalla...Koa
- José Luis Gil...Tremal-Naik
- Estanis González...Anthony Walker